# درويش الأسيوطي
درويش حنفي درويش ويشتهر درويش الأسيوطي (مواليد 6 أغسطس 1946 في الهمامية، محافظة أسيوط، مصر) هو كاتب وشاعر وكاتب مسرحي وكاتب سيناريو وباحث في التراث الشعبي مصري.

## دراسته
حصل درويش على بكالوريوس التجارة من جامعة عين شمس عام 1973، كما حصل على درجة ماجستير إدارة الأعمال من جامعة عين شمس أيضًا عام 1974.

## حياته المهنية
بدأ كتابة الشعر منذ المرحلة الإعدادية، وبدأ النشر عام 1966 في مجلات وصحف عربية منها الشعر والهلال وأكتوبر والثقافة وإبداع والقاهرة والبيان والعربي. كتب أيضًا تمثيليات إذاعية، أخرج أعمال مسرحية. كما مثّل بفرقة أسيوط القومية المسرحية وحصل على جائزة الممثل الأول عام 1971، ثم اعتمد كمخرج مسرحي بالثقافة الجماهيرية عام 1984. قُدّمت أعماله في مسرح الطليعة ومسرح الشباب ومسرح الغد والمسرح القومي للأطفال بالقاهرة والمحافظات، ومسرح السد القطري.

### المؤلفات
الدواوين الشعرية:
- أغنية لسيناء، مجموعة شعرية مشتركة، عن الهيئة المصرية للكتاب، 1975
- الحب في الغربة، شعر بالعامية المصرية، نشر خاص، 1985
- أغنية رمادية، شعر بالفصحى، عن هيئة الكتاب المصرية، 1987[7]
- من أسفار القلب، شعر بالفصحى، عن هيئة قصور الثقافة، 1994[8]
- من فصول الزمن الرديء، شعر بالفصحى، عن مركز الحضارة العربية
- أغنيات للصباح، شعر للطفل، عن سلسلة قطر الندى، مصر، 1996
- بدلا من الصمت، شعر بالفصحى، عن مركز الحضارة العربية، 2000[9]
- من أحوال الدرويش العاشق، شعر بالفصحى، هيئة الكتاب المصرية، 2003[10]
- حكاية عن اليمام، شعر للطفل، كتاب قطر الندى، هيئة قصور الثقافة، 2003
- بدلا من الصمت، شعر بالفصحى، مكتبة الأسرة، 2004
- الاعتراف الأخير، الهيئة المصرية للكتاب، هيئة قصور الثقافة، 2008[11][12]
- الأعمال الشعرية الكاملة لدرويش الأسيوطي، الهيئة العامة لقصور الثقافة[13]
- الأعمال الشعرية الكاملة لدرويش الأسيوطي: الجزء الثاني، الهيئة العامة لقصور الثقافة، 2012[14]

الأعمال المسرحية:
- تحقيق درامي في حادث عارض، طبع خاص، جمعية الصعيد للفنون والآداب، 1985
- في صحة التاريخ، جمعية رواد قصر الثقافة بأسيوط، 1985[15]
- عرس كليب، الهيئة المصرية العامة للكتاب، إشراقات، 1989
- هو، مسرحية شعرية، فرع ثقافة أسيوط، 2000
- المخادع، مسرحية شعرية، فرع ثقافة أسيوط، 2000
- كيد البسوس، الهيئة العامة للكتاب، 2002، إشراقات جديدة، 2003[16]
- حلم السلطنة، دليل النصوص 11، هيئة قصور الثقافة، 2003[17]
- أبو عجور سلطان حاير، دليل النصوص، هيئة قصور الثقافة، 2004

الدوريات وغير الدوريات:
- حفلة سمر وحشية، مجلة البيان، الكويت، 1989
- أحلام منتصف الوقت مجلة البيان، الكويت، 1989
- أشياء غريبة مجلة أقلام، سوهاج، 1990
- المعدية كتاب إعداد القادة بالشباب والرياضة، 1992
- المخادع مجلة آفاق المسرح، هيئة قصور الثقافة، 1992
- حصان الأمير كتاب إعداد القادة، الشباب والرياضة، 1993
- زعيم القتلة كتاب إعداد القادة، الشباب والرياضة، 1994
- الرحلة عبر المسافة صفر جريدة الخليج، الإمارات، 1994، حوار، 1996
- حفلة أبو عجور آفاق المسرح، هيئة قصور الثقافة، 1998
- البشارة للطفل، براعم الإيمان، العدد 185
- شعر الأمير الحميل للطفل، براعم الإيمان، العدد 193
- جزاء الحاسد للطفل، براعم الإيمان، العدد 222
- حكمة القاضي للطفل، براعم الإيمان، العدد 239
- الأميرة أم بلال للطفل، براعم الإيمان
- عودة الأسير للطفل، براعم الإيمان، العدد 339

الدراسات والمؤلفات الشعبية:
- لعب العيال: سلسلة مكتبة الدراسات الشعبية، هيئة قصور الثقافة، 2002[18]
- دور المأثور الشعبي في التربية: مقال، مجلة تراث، الإمارات، ديسمبر 2002
- من أهازيج المهد: كتاب، سلسلة مكتبة الدراسات الشعبية هيئة قصور الثقافة، 2003
- أشكال العديد في صعيد مصر: كتاب، الدراسات الشعبية هيئة قصور الثقافة، 2006[19][20]
- أفراح الصعيد الشعبية: من طقوس ونصوص احتفاليات الزواج والحمل والولادة والختان، الهيئة المصرية العامة للكتاب، 2012[21][22]
- غناء الفلاحين في صعيد مصر، الهيئة العامة لقصور الثقافة، 2016[23][24]
- جنايات الرواية والسطو والتأويل على الأغاني الشعبية في صعيد مصر، الهيئة المصرية العامة للكتاب، 2018[25]
- ملاحظات حول تفسير مفردات الأغاني الشعبية في صعيد مصر، دراسة، مجلة الفنون الشعبية، مصر
- من صور المرأة في ألف ليلة وليلة: دراسة، مجلة المحيط الثقافي، مصر
- الحمل والولادة والختان: على موقع كتب عربية، نشر إلكتروني[26]
- الفرح الشعبي: على موقع كتب عربية، نشر إلكتروني

الروايات:
- أوسركاف.. بردية الخلود، دار الهلال، 2006[27]

### الجوائز
- شهادة تقدير من الثقافة الجماهيرية لمسرحيتيّ: في صحة التاريخ وفي انتظار آدم. 1982
- المركز الثالث في المسابقة المسرحية لمسرح الأطفال في مسابقة المركز العالمي للمسرح، 1983
- الجائزة الثانية من الثقافة الجماهيرية، 1984، عن مسرحية حالة إظلام
- المركز الأول في التأليف المسرحي، مسابقة نادي جيزان، السعودية، 1990
- الجائزة الثانية من المركز القومي للطفل، 1990، عن مسرحية ولد وأسد
- الجائزة الأولى من إعداد القادة لمسرحية المعدية، 1993
- الجائزة الأولي من إعداد القادة، 1994، عن مسرحية حصان الأمير
- الجائزة الأولي من إعداد القادة، 1995، عن مسرحية زعيم القتلة
- جائزة الدولة التشجيعية في الشعر، 1997
- درع الجمعية المصرية لهواة المسرح، 1998، عن دروه في الكتابة للطفل
- جائزة أفضل مسرحية في النشر الإقليمي، مسرحيات قصيرة، 2001
- الجائزة الأولى لمسابقة أحمد باكثير المسرحية، 2007

## العمل السياسي
مارس العمل السياسي من خلال منظمة الشباب والتنظيم الطليعي، ثم تولة أمانة الحزب الناصري بمحافظة أسيوط حتى استقال عام 1998.

## حياته الشخصية
تزوج درويش عام 1978 وله خمسة أبناء: أحمد ومحمد ووسام وآيات ومحمود.